# 蒂夫人
蒂夫族（英語：Tiv或Tivi）是西非少數民族之一。該族群佔奈及利亞總人口的約2.5％，奈及利亞和喀麥隆的人數超過600萬，是奈及利亞第四大族群。奈及利亞前三大族群分別為豪薩人、約魯巴人、伊博人。在殖民前的時代，奈及利亞北部的豪薩族人將蒂夫人稱為「蒙奇」，但被蒂夫人認為是非常貶義的詞。

## 民族分佈、人口與語言

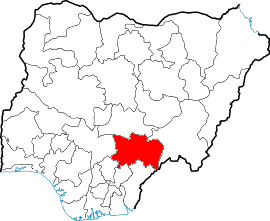
奈及利亞貝努埃州位置圖

### 分佈
主要分佈於奈及利亞貝努埃河兩岸的貝努埃州（最多）、塔拉巴州、納薩拉瓦州、高原州。少部分分佈在克里斯河州和阿達馬瓦州以及中非的喀麥隆。

### 人口
約有600萬人。

### 語言

奈及利亞語言分佈圖

多使用蒂夫語。約有一千萬的母語使用者。

#### 語系
尼日-剛果語系
- 大西洋-剛果語族
  - 貝努埃-剛果語支
    - 南類班圖語支
      - 班圖語支
        - 南班圖語支
          - Tivoid語言
            - 中央Tivoid
              - 蒂夫語[4]

## 地理環境

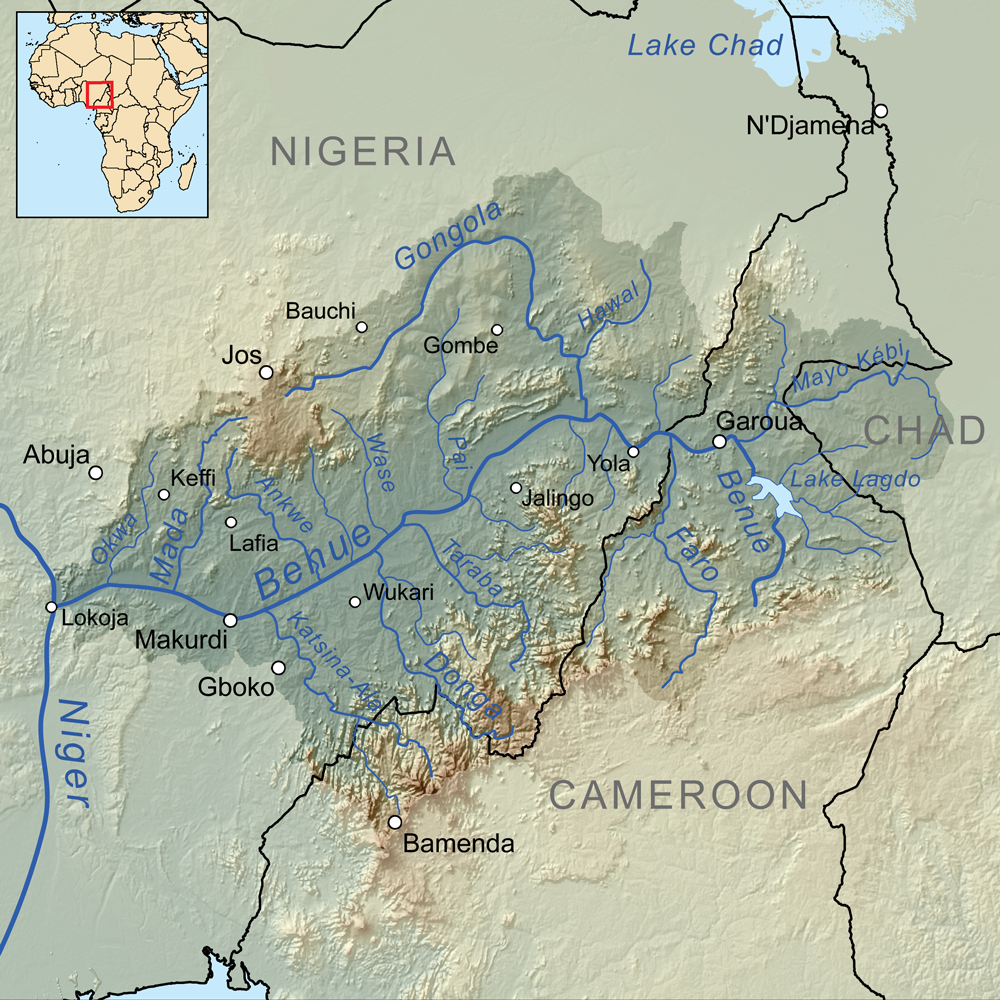
貝努埃河流域地圖

蒂夫人的居住地點大致位於今日的奈及利亞與喀麥隆，屬於奈及利亞當地的少數民族。
蒂夫人最早居住於貝努埃高原州(Benue-Plateau State)，而後在1976年被分為二個州，貝努埃州與高原州。貝努埃州首府為馬庫爾迪，蒂夫人的領域涵蓋約34,059平方公里。
貝努埃山谷位於奈及利亞中部，蒂夫土地分別在伊多瑪部落（Idoma tribe）東北方和伊格德人（Igede people）的東南方。蒂夫地區的地理位置大約在8°05′N - 9°45′N和6°30′E - 8°15′E，位於貝努埃河、Katsina-Ala河，Guma河和Aya河流域的洪氾平原上，分佈著平坦而孤立的花崗岩丘陵。土地也處於幾內亞熱帶草原的範圍，季節性降雨量為60英寸。該地區由14個地方政府區域組成，人口為2,920,481。此外，蒂夫地區的沖積土壤在奈及利亞提供了最為肥沃的土地，用於種植山藥、小米、木薯、荳蔻和大豆。貝努埃州也是奈及利亞大豆的主要生產地，佔全國的三分之二以上。

## 歷史沿革
蒂夫人在歷史上沒有建立過政權，在20世紀前甚至沒有酋長制度。20世紀初，當西方殖民者入侵貝努埃河流域時，蒂夫人才與西方世界接觸，其地區其後成為不列顛殖民地尼日利亞的一部分。不列顛殖民者將蒂夫人置於異族管理之下，後來又將蒂夫人分為各宗族，各委派首領，實行間接統治。1950年代起，蒂夫人與尼日利亞境內的異族爆發多次沖突。1960年尼日利亞獨立後，蒂夫人起而爭取自治。1976年，尼日利亞設立貝努埃州，作為蒂夫人的一級自治行政區域。

## 社會、家庭與婚姻

### 社會
蒂夫人的社會組織以父系為基礎，男性繼嗣可衍生地域親屬群。有高度發展的家庭系譜，幾乎所有的蒂夫人的系譜祖先都可以追溯回兩大氏族，即Ichongo與Ipusu，是傳說中蒂夫人的祖先的兩個後裔。
父系繼嗣的力量雖支配了各種制度，但其他組織如年齡級（年齡相仿者組成的團體，他們互助結盟，對抗世系群的壓力）、合作團體及制度化友誼團體等可予以制衡。
傳統上不設首領，由世系群長老決定政務。近代以來受到朱昆地區的影響，從長老中選出酋長，並到朱昆族的首府武卡里聯邦（Wukari Federation）接受朱昆王阿庫烏卡的任命。
英國政府於1948年扶植一位最高首領。

### 家庭
祖先被追溯到一個名叫蒂夫的古老個體，他有兩個兒子，Ichongo和Ipusu。所有蒂夫人認為自己是Ichongo或Ipusu的成員，每個群體分為幾個主要分支和較小的分支。最小的分支，或最小的家系是“Ipaven”。Ipaven的成員往往生活在一起，形成當地的親屬社區被稱為“tar”。
一個典型的蒂夫聚落由Orya（頭目，聚落中最年長的男性）、他的妻子和孩子、他的弟弟以及弟弟的妻子和孩子組成。蒂夫聚落有時也包括遠親、姻親或大家庭形式。該聚落為橢圓形，中央有一塊大型空間，作為舞蹈、會議或葬禮等團體活動時的場地。聚落通常以聚落的Orya命名，並且在其死亡後，聚落中最年長的人將成為下一個Orya。
因為男子可以延續家族系譜，所以有重男輕女的傾向。家庭住所為圓形茅屋。

### 婚姻
傳統的婚姻中，家長權威和社會觀念是選擇婚姻伴侶的因素，且蒂夫族女性不可與非蒂夫族男性通婚。
蒂夫人的婚姻類型大致可分為四種：
1. 交換婚（yamshe）：是較古老的婚姻形式，兩個家庭的兒子互相娶對方家庭的女兒為妻。
2. 擄略婚（kwase-ngohol / tsuen / kôrun）：強行奪取他人的老婆，這種類型的搶婚多半發生在遷移時期，常常造成氏族間的戰爭。還有另一種搶婚（the Iye）則是追求未婚女子作為伴侶，必須在不同區域尋找對象，過程可能長達數月，其中引人注目的是搶婚過程男子常以舞蹈方式作為求婚手段，女子若默許則會與其共舞，如果魅力足夠，可能可以取回多位女子。
3. 買賣婚（kwase u sha uikya）：這種類型的婚姻，女子通常來自遙遠的氏族，作為奴隸。
4. 聘金婚（kwase-kemen）：由男方向女方表示聘禮，這種聘禮婚在1927年英國殖民政府禁廢其他三種類型的婚姻後便成為蒂夫人的主要婚姻類型。

## 產業與生活

### 產業
1. 農業：蒂夫人謀求生計的方式為農耕，種植多種作物，如蕃薯、馬鈴薯、芋頭、木薯、高粱、小米、玉米⋯⋯等等，他們將種植蕃薯視為某種族群內的宗教奉獻。也飼養家畜，如羊、雞，等等。蒂夫人採集植物的種子或葉子、蘑菇，用於製作醬汁。
2. 工藝：婦女製作陶器，棉布的編織是由年輕人做的，男人和男孩則編織籃子，成熟男子製作床、椅子凳子、迫擊砲和磨石。[9]

### 生活
蒂夫人的性別觀念主要表現在分工方面，儘管思想滲透到其文化的各個方面。男人們為了種植山藥而努力清理土地和做土丘，他們還主導法律、政治和宗教制度。婦女做剩下的農場工作：除草（這通常是由一群婦女協力完成）、收割，並把農作物運往糧倉和倉庫。婦女做飯，負責撫養孩子，通常年紀較大的孩子，無論是親生的還是從親戚「借來」的孩子，都會幫忙照顧幼兒。

### 飲食
蒂夫人十分熱情好客，與陌生人分享食物對他們來說是一種榮幸而不是施給恩惠。用餐完畢他們會說“u yôô”，意思是"You have cooked"，而不需要說「謝謝」。
山藥和湯品是蒂夫家庭的主食，山藥吃法有相當多種，烤的、煮的、油炸的都非常普遍。
1. Ruam Kumen 搗碎的山藥：蒂夫人一天之中必吃的食物，甚至三餐都吃，若沒有吃到搗碎的山藥彷彿一整天沒有進食。
2. Akpu 發酵木薯：Akpu是一種經常配湯和肉吃的蒂夫食物。Akpu從發酵木薯獲得，直到變軟，然後用多孔網過濾。會揉成圓球狀，加水煮至米白色，若呈現灰色代表煮得過熟。
3. 埃古斯湯：發源自奈及利亞南部。一種用甜瓜種子製作的湯，烹調時加入紅棕櫚油、魚乾、肉塊、小龍蝦、胡椒、南瓜葉⋯⋯等等材料。經常會伴著搗碎後捏成一團的山藥一起食用。[11]

### 建築
1. 接待小屋：分為tsum、ate、dwer三種，名字根據小屋的入口和牆壁的數量或結構的差異而有所不同。接待小屋是圓形的，圓柱形茅草屋頂支撐在柱子上。它們在兩側敞開，直徑達9米。一夫多妻的蒂夫家庭以接待小屋為中心，周圍建圓形小屋； 兄弟通常彼此相鄰。[12]
2. 睡房：給妻子的小屋，位於接待小屋後方。新婚的兒子在擁有自己的小屋之前，會在他的母親的小屋後面，建立一個睡覺的小屋給他的妻子。睡房有堅固的牆壁，通常直徑不超過4.5米； 每個都包含一個烹飪壁爐，上面有一個存儲平台。[12]
3. 糧倉

### 服飾

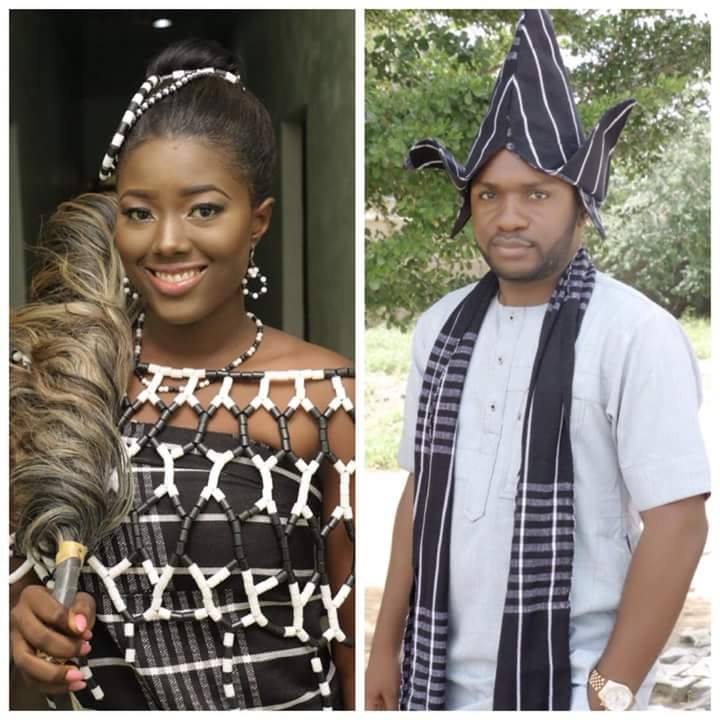
蒂夫新娘與新郎

奈及利亞的人很容易通過部落標記和傳統服飾來識別。他們不僅區分每個部落，而且展示出一個國家的多樣性。
蒂夫族傳統服飾被稱為A'nger或有時被稱為A'nger U Tiv，是由黑色和白色的條紋組成。蒂夫人非常重視他們的文化服飾，通常在重要場合時穿著，例如政治會議、教堂服務、結婚儀式、埋葬儀式等等。表演傳統舞蹈時也會穿著黑白條紋的傳統服飾，如貝努埃藝術劇院和Swange舞蹈團。
據丹尼爾·阿博姆斯總理說：「黑色的意思是，蒂夫人的根源是非洲的黑人，而白色意味著和平，愛和包容。」另一種說法，黑色和白色象徵性地代表了野外的斑馬。動物王國中的斑馬是最平靜、無害和美麗的動物之一。象徵蒂夫人都是愛好和平和勤奮的人。

#### 裝飾品
- 男性的配飾有金屬手斧、權杖般的竿子、染色皮革袋⋯⋯等等，其中染色的皮革袋被視為珍貴財富的象徵。
- 女性則經常配帶黃銅腳鍊、串珠項鍊。[12]

## 信仰與習俗

### 信仰
有些蒂夫人已皈依基督教或伊斯蘭教，但相信造物主賦予人神力的部落宗教勢力仍大。神力表現在特定的象徵表記或它所引發的疾病上，於是能控制神力的長老們在夜晚集會，施法驅逐神力加諸於族群的邪祟(如傳染病)。作法時需用活人獻祭或像徵活人的祭品。

#### 傳統信仰
蒂夫宗教思想取決於三個基本概念：Aondo、Tsav和Akombo。這些概念為了穩定、和諧和社區福祉而共同努力。
1. Aondo居住在地球附近，但後來被迫退居天空。因此，Aondo被認為是上帝之手，負責掌控雨（Aondongunoon），雷聲（Aondongukumen）閃電（Aondongukumen）閃電（Aondongunyiar）和太陽光（Aondo ta range）。
2. Tsav是人類內在化的宇宙力量的一部分，它表現為以不同形式出現的人的個性。在某些人看來，它似乎是一隻公雞的冠冕，用爪子覆蓋了個人的心臟。在其他人中，像沒有爪子（Kpum utsa）一樣矮小，而在其他人身上，這是一個從心臟的小點投影，給予擁有者對“ Ishima Nomsoor ”（一個人的心臟）的超自然的一些意識。擁有Tsav的人稱為Mbatsav（單數，Ormbatsav），他們的活動在理論上為善政（tar soron）、個人舒適、安全和社區福祉而努力。
3. Akombo是蒂夫宗教的第三個基本概念，可以被定義為獨特的神秘力量，部署以確保平衡和健康的tar（社區），個人相互和平，環境的物理組成部分受到管制和保護。每個kombo（akombo的單數）由一個標誌代表，它可以是從陶片到雕刻木頭的任何遺物。

### 習俗

#### 出生
嬰兒的出生是值得欣喜的事，蒂夫人會擊鼓歡唱慶賀。

#### 成年
- 當女性月經來時，腹部會被標記一道痕跡，象徵成為成熟女性。
- 6~13歲的男孩會進行割禮，蒂夫人認為割禮是為了去除邪惡。[12]

#### 喪葬
根據蒂夫人的口述歷史，每個人在人間的生命都有一個終點。Ku（死亡）是靈魂和祖先進入陰間的門戶。有Ku dedoo（好的死亡）和Ku ubo（壞的死亡）；然而，只有經歷了Ku dedoo的人才能有完整的葬禮儀式。
葬禮儀式開始於使用稱為「Indyer」或「Ilyu」的樂器向Takuruku（蒂夫人的偉大祖先）傳遞信息。Takuruku通常由通知人（BebaTaVer）傳遞族人死亡的訊息，他所傳遞的訊息讓Takuruku等待並帶領死者進入祖先的世界。
在埋葬的那一天，死者的身體由老年婦女洗滌，使人們能夠穿戴整齊進入靈魂世界。身體然後被傳統的布料覆蓋，一般情況下，屍體不會停留二十四小時以上。
傳統的蒂夫人葬禮中，他們會談論死亡的原因，稱為Ku orun。

#### 特殊儀式
阿貢博儀式：使人從疾病中恢復的儀式。

### 節日
- Akata釣魚節：釣魚比賽是節日當天的重頭戲。其他活動包括傳統舞蹈、傳統歌唱、電動自行車比賽、傳統摔跤、賽艇、射箭比賽、傳統的蒂夫選美比賽（Akata小姐），選美比賽旨在促進蒂夫女士及其美德。具有促進貝努埃州發展文化觀光旅遊的潛力。[15]
- Kwagh-Hir節：Kwagh-Hir字面意思是「神奇的東西」，是一種蒂夫人的傳統木偶戲劇。Kwagh-Hir的表演包括許多藝術形式，其中包括故事講述、詩歌、木偶、化裝舞會、音樂、舞蹈和戲劇。其主題圍繞經濟和社會矛盾、人民問題⋯⋯等等，這些故事旨在啟發和淨化社會。[16]

## 藝術與文學

### 藝術

#### 音樂
傳統上本地製作的樂器多用於政治或儀式傳播上。

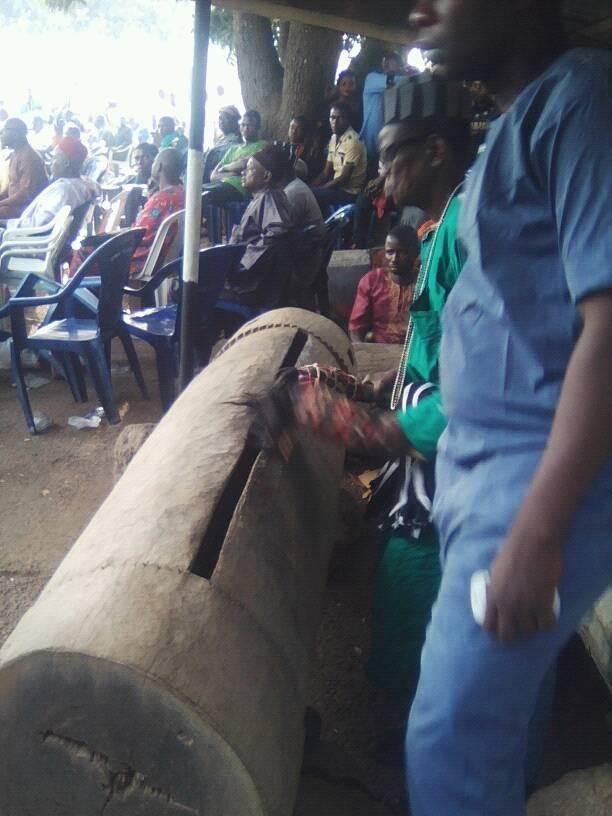
在儀式中使用的傳統樂器Indyer

- Kakaki：一種金屬製的長喇叭，用來向人民傳遞重要訊息的樂器，例如國王的加冕儀式、敵人來襲的警示。
- Adiguve：類似小提琴的樂器，有時會在節日或舞蹈場合演奏，有時用來傳遞領導者或長者的死訊，甚至在葬禮上演奏。
- Kolugh ku Bua-Cow Horn：牛角製成的樂器，有號召的作用，例如號召農人們一起進行田地工作。
- Ilyu：一種輕木器樂器，用於傳遞邀請信息，以便在國王宮殿的特定會議中聚會，或者在市場廣場上聚會，以獲取國王的信息。它現在被用作傳遞某人死亡的訊息的樂器。
- Indyer：以桃花心木樹幹製作出來的重木樂器，特別是在化妝舞會或節日期間伴隨著音樂，為儀式發送信息或慶祝今年的豐收。
- Gbande：Agbande（複數），一種木製的大鼓，用於傳達即將到來的節日或皇家場合，如加冕和葬禮。由社區的年輕人負責敲擊，通常伴隨其他樂器的演奏。
- Akya：與Agbande一起在節日中或戲劇表演時使用。

#### 舞蹈
- Swange：Swange是蒂夫人的傳統舞蹈，它源於貝努埃州。它是一種現代城市流行的娛樂社交舞蹈，擁有與東方舞蹈相似的身體律動。這種舞蹈的特點是在緩慢和快速的模式之間切換，充滿活力和節奏起伏的舞蹈，是典型的非洲舞蹈形式。由男女一同跳舞，舞蹈使用鄉村舞蹈中熟悉的圍圈形式，並將傳統蒂夫樂器和豪薩樂器相結合演奏。[17]
- kwasekuhan/kwasegeren：在結婚儀式中，當新娘來到她未來的丈夫的房子時，新郎為了歡迎新娘，一方面向她展示她在新郎的家中受到尊敬和愛戴，另一個方面能讓新娘更好地認識新郎，所跳的舞。[18]

#### 工藝
織布：有非常多樣的織布面料，通常依照場合的選擇不同面料穿著。埋葬亡者的稱為Tugudu；女性在重要場合穿Ivvavtyo。其他面料有Lishi，Gbev-whaa，Godo，Gurugu，Chado，Deremen，Gbagir。

### 文學
蒂夫人的口傳文學自誕生以來就是一個獨特的交流媒介，在蒂夫地區詩人用他的歌曲教育社會。他傳遞和平、團結、愛、娛樂、知識、忠告，並可能通過他或她的藝術歌曲進行改變，包括影響他所居住的社會的許多問題。他就像一個作家，用他的創作技巧，通過戲劇、散文、詩歌等媒介，來宣傳、教育、娛樂社會。他用他的口語傳遞一個信息給社會，但遺憾的是這種形式獨特的溝通在蒂夫地區漸漸不再活躍。

## 現況
西方文化的傳入也使蒂夫的傳統文化融合了一些現代元素，例如婚禮穿著西式禮服但配戴傳統的黑白條紋飾品。除此之外，為了妥善保存文化，當地政府應多鼓勵在學校或家裡教授蒂夫語言。

### 議題
在1991年至1992年期間，對Wukari（塔拉巴州的一個行政區域）的控制重新發起了戰鬥，因為在新的邊界劃定之後，Wukari落在猶太人為多數的塔拉巴州，部份跨越貝努埃州與塔拉巴州之間的邊界。貝努埃州的猶太少數民族和塔拉巴州的蒂夫少數民族都抱怨被邊緣化。
奈及利亞憲法規定的「原住民」概念已經加劇了衝突，多數族群聲稱少數民族是「移居者」，享有較少的權利和特權。
2001年暴力行動達到高峰，由於蒂夫激進分子殺死了19名為了鎮壓暴動而部署在該地區的士兵，軍隊便對蒂夫社區展開報復攻擊，造成數百人死亡。
2007年11月，奈及利亞軍隊非常罕見地，向蒂夫社會對於2001年由軍方進行的殺戮正式道歉。有些人譴責，因為僅有道歉並不足夠，受害者家屬更需要的是賠償，不過，也有人認為，這表示奈及利亞軍隊終於肯正視人權問題。